# Die Kunst der Täuschung
Die Kunst der Täuschung war eine Fernsehsendung des WDR, über die Geschichte der Zauberkunst.

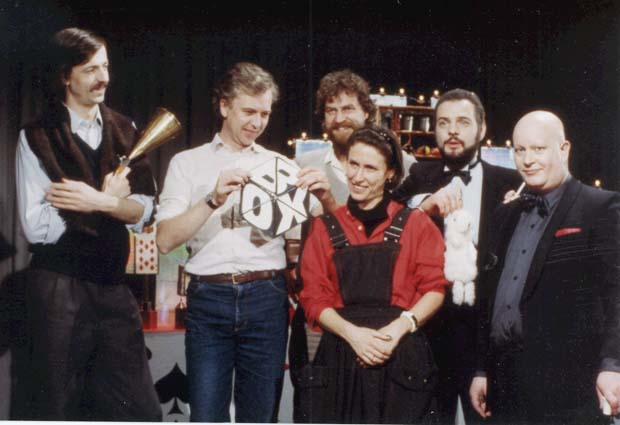
Das Team (v. li.) : Mario Angelo (Buch), Wolf Hengstenberg (Produzent), Jürgen Schürmann (Kamera), Andrea Paszti (Maske), Wittus Witt und Flip (Zauberkünstler)

## Inhalt
In dem 45 Minuten langen Film erzählen die Zauberkünstler Flip und Wittus Witt in sieben Kapiteln die Geschichte der Zauberkunst. Dabei zaubern sie zum Teil selbst und zum anderen Teil werden Filmausschnitte mit historischen Aufnahmen von Fredo Marvelli, Georges Méliès, Kalanag und anderen gezeigt.

## Hintergrund
Die Idee zu dieser Dokumentation stammt von dem österreichischen Autor, Poet und Filmemacher Mario Angelo. Er hatte zunächst für das Projekt den Zauberkünstler Alexander Adrion vorgesehen. Der Arbeitstitel sollte lauten: Erscheinen – Verschwinden – Verwandeln. Im Laufe der Vorbereitungen konnten sich jedoch der Autor und Protagonist nicht auf ein einheitliches Konzept einigen, so dass das Projekt für kurze Zeit zurückgestellt wurde.
Erst als der Autor den Zauberkünstler Wittus Witt kennengelernt hatte, wurde das Filmkonzept wieder aufgegriffen und schließlich zusammen mit dem holländischen Zauberkünstler Flip verwirklicht.

## Rubriken
1. Abschnitt: Das Becherspiel
2. Abschnitt: Der Zauberer
3. Abschnitt: Magie und Macht
4. Abschnitt: Das Spiel
5. Abschnitt: Der Zuschauer
6. Abschnitt: Zauberei und Technik
7. Das Goldene Zeitalter